# Liste der Kinos in Berlin-Rosenthal
Die Liste der Kinos in Berlin-Rosenthal beschreibt das Kino, das im heutigen Berliner Ortsteil Rosenthal existiert hat. Die Liste wurde nach Angaben aus den Recherchen im Kino-Wiki aufgebaut und mit Zusammenhängen der Berliner Kinogeschichte aus weiteren historischen und aktuellen Bezügen verknüpft. Sie spiegelt den Stand der in Berlin jemals vorhanden gewesenen Filmvorführeinrichtungen als auch die Situation im Januar 2020 wider. Danach gibt es in Berlin 92 Spielstätten, was Platz eins in Deutschland bedeutet, gefolgt von München (38), Hamburg (28), Dresden (18) sowie Köln und Stuttgart (je 17). 
Gleichzeitig ist diese Zusammenstellung ein Teil der Listen aller Berliner Kinos und der Ortsteillisten.
| Name/Lage    | Adresse         | Bestand   | Beschreibung | Bild                |
| ------------ | --------------- | --------- | --- | ------------------- |
| Ro-Li (Lage) | Hauptstraße 134 | 1949–1950 | Das Grundstück Hauptstraße 134 liegt im Ortskern am vormaligen Anger und direkt gegenüber der Dorfkirche. Rosenthal-Gutsbezirk kam mit der Bildung von Groß-Berlin zum Verwaltungsbezirk Pankow, laut Adressbuch 1925 gehört das Grundstück dem Gastwirt F. Brusenberg. In der Berliner Denkmalsliste ist es als Teil des Ensemble Dorfanger Rosenthal als Wohnhaus und Dorfkrug mit Festsaal aufgenommen. Das „RoLi Lichtspiel-Theater Rosenthal“ hatte seit 1919 in der Rosenthaler Kronprinzenstraße 15 (ab 1951: Tollerstraße) einen gleichnamigen Vorgänger. Dieser Ortsbereich der Landgemeinde Rosenthal kam allerdings 1920 zu Wilhelmsruh, das zu jener Zeit zum Verwaltungsbezirk Reinickendorf gehörte. Dieses Kino hieß später „Urania“. In Rosenthal war (wie in anderen Außenbezirken) die Infrastruktur weniger zerstört als in der Innenstadt. So wurde der Rosenthaler Tanzsaal im Nachkriegsdeutschland für Filmvorführungen genutzt und als „Roli-Lichtspiele“ firmiert. Das Kino wurde mit 400 Plätzen angegeben. Gespielt wurde täglich. Als Inhaber ist Franz Sobotka aus Schönwalde/Osthavelland (Nachtigallensteg 26) im Kino-Adressbuch genannt, sein Geschäftsführer war Karl Schmidt aus Lankwitz (Gallwitz-Allee 52). Die Saalbühne und damit die Kinobühne war 8 m × 6 m × 6 m groß. Der Vorführprojektor war von Bauer und die Verstärker von Siemens. | Gebäudezustand 2015 |